# Uvarus devroyei
Uvarus devroyei är en skalbaggsart som först beskrevs av Gschwendtner 1932.  Uvarus devroyei ingår i släktet Uvarus och familjen dykare. Inga underarter finns listade i Catalogue of Life.